# 20657 Alvarez-Candal
20657 Alvarez-Candal (tên chỉ định: 1999 TL261) là một tiểu hành tinh vành đai chính. Nó được khám phá thông qua Chương trình nghiên cứu đối tượng gần Trái Đất của đài thiên văn Lowell ở Anderson Mesa Station ở Coconino County, Arizona, ngày 14 tháng 10 năm 1999. Nó được đặt theo tên Alvaro Alvarez-Candal, a planetary scientist ở Đài thiên văn Paris.